# Gahania brunnea
Gahania brunnea là một loài bọ cánh cứng trong họ Cerambycidae.